# Friedrich Jonas (Botaniker)
Friedrich Jonas (* 2. März 1899 in Osnabrück; † 29. Juli 1964 in Papenburg) war ein Lehrer und Botaniker.

## Leben
Jonas besuchte bis 1917 die Realschule und danach das evangelische Lehrerseminar in Osnabrück (bis 1920). Seine erste Lehrerstelle trat er 1921 in Georgsdorf an, 1924 kam er an die evangelische Volksschule in Papenburg-Bokel. 1935 ging er nach Berlin zur Deutschen Forschungsgemeinschaft in die Abteilung für Moorforschung. An der Landwirtschaftlichen Fakultät der
Friedrich-Wilhelm-Universität Berlin promovierte er 1938 zum Dr. agr. mit einer Untersuchung über die Hochmoore am Nordhümmling. Noch im selben Jahr kehrte er nach Papenburg zurück, wo er bis 1947  Volksschullehrer war. Er baute das Moormuseum auf, das 1934 an das neue Papenburger Heimatmuseum angegliedert wurde. Hier waren seine Moor-Bodenprofile, Pollendiagramme und Aufschlüsse emsländischer und ostfriesischer Moore zu sehen. Nach den Zerstörungen des Zweiten Weltkriegs begann er einige Jahre später mit dem Wiederaufbau, die erst nach seinem Tod fertiggestellt wurde.